# Maria Bakalova
Maria Valcheva Bakalova (4 de juny de 1996) és una actriu búlgara. Ha rebut diversos reconeixements, com ara un Critics' Choice Award, a més de nominacions a un Oscar, un British Academy Film Award, un Golden Globe i un Screen Actors Guild Award.
Nascuda i criada a Burgas, Bakalova va començar la seua carrera al cinema búlgar protagonitzant produccions cinematogràfiques mentre assistia a l'Acadèmia Nacional de Teatre i Arts Cinematogràfiques de Sofia. Principalment, va interpretar papers dramàtics en pel·lícules com Transgression (2017), The Father (2019), Last Call (2020) i Women Do Cry (2021). Bakalova va assolir protagonisme després de protagonitzar el personatge Tutar Sagdiyev a la pel·lícula de pel·lícula Borat del 2020. La seva actuació a la pel·lícula li va valer una nominació a un premi de l'Acadèmia, la primera per a una actriu búlgara. Posteriorment, va tenir papers protagonitzats a la comèdia The Bubble (2022), la pel·lícula slasher Bodies Bodies Bodies (2022) i el drama Fairyland (2023), i va donar la veu a Cosmo the Spacedog a les pel·lícules de Marvel Cinematic Universe The Guardians of el Galaxy Holiday Special (2022) i Guardians of the Galaxy Vol. 3 (2023).